# Tourteron
Tourteron ist eine französische Gemeinde mit 178 Einwohnern (Stand 1. Januar 2022) im Département Ardennes in der Region Grand Est Sie gehört zum Kanton Attigny im Arrondissement Vouziers.

## Geographie
Tourteron liegt am Fluss Saint-Lambert.

## Geschichte
Die Kirche Saint-Brice entstand in der Zeit der Renaissance. Ende August 1914 kam es während des Ersten Weltkriegs im Umfeld des Orts zu Kämpfen zwischen deutschen und französischen Truppen, in deren Ergebnis sich die französischen Einheiten weiter zurückzogen. Auf deutscher Seite war das 15. Königlich Sächsische Infanterie-Regiment Nr. 181 beteiligt, dessen Kommandeur am 30. August starb. Die Einwohnerzahl der Gemeinde betrug 1962 214 Menschen und stieg bis 1968 auf 245 Personen an. Die Zahl der Bewohner sank dann bis 1999 auf 186 ab.

### Bevölkerungsentwicklung
| Jahr                       | 1962 | 1968 | 1975 | 1982 | 1990 | 1999 | 2007 | 2019 |
| Einwohner                  | 276  | 245  | 207  | 189  | 187  | 186  | 173  | 180  |
| Quellen: Cassini und INSEE |      |      |      |      |      |      |      |      |

## Persönlichkeiten
In Tourteron wurde der im 16. Jahrhundert lebende Theologe Nicolas Chesneau geboren.

## Siehe auch

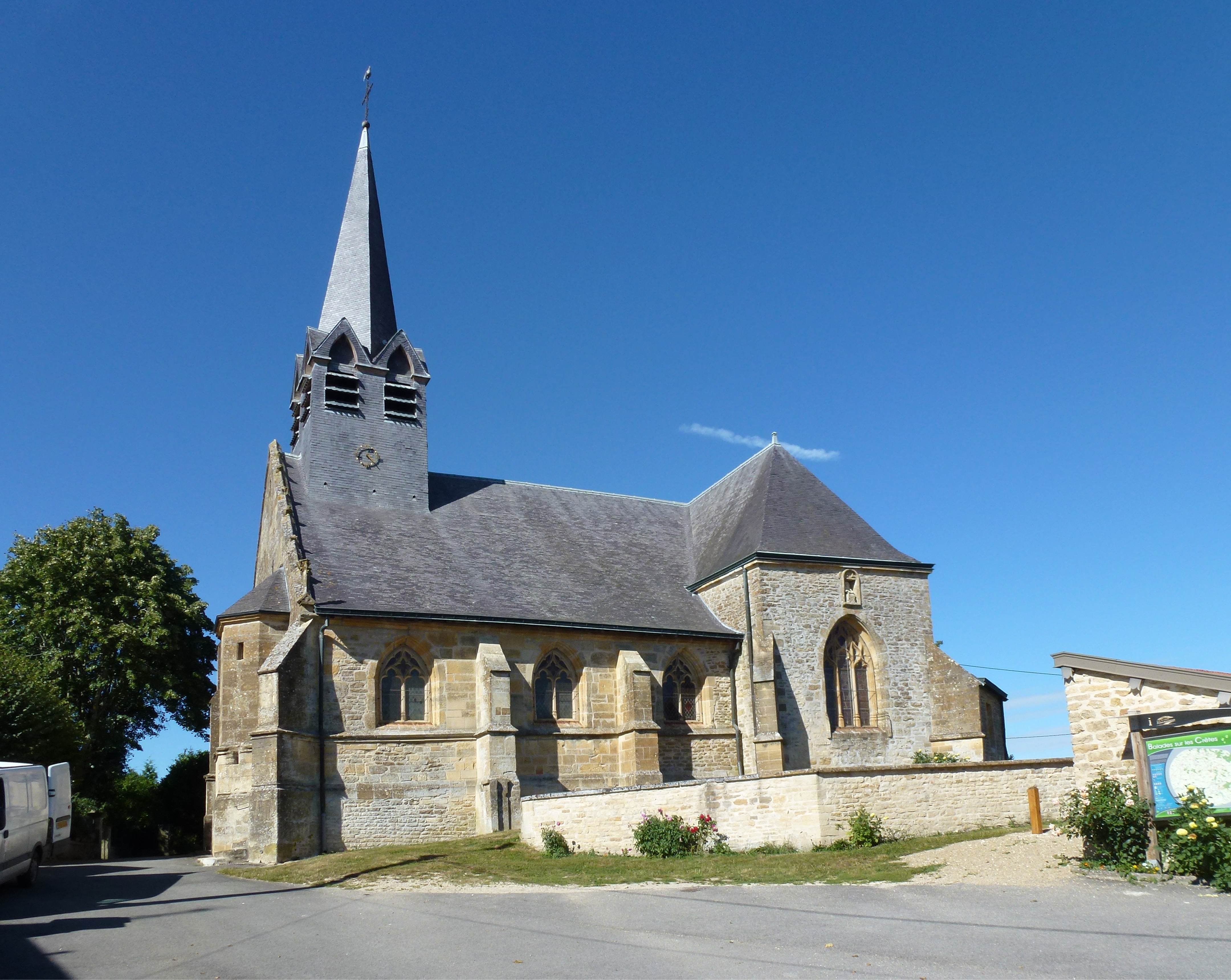
Kirche Saint-Brice